# Замок Хемстеде
Замок Хемстеде (нидерл. Kasteel Heemstede) — дворцовая постройка XVII века в стиле голландского классицизма в провинции Северная Голландия.

## История
Замок построен в 1645 году. Корпус характеризовался симметричным стилем, на всех четырёх углах находились башни, а вокруг был вырыт широкий ров. Несмотря на то, что постройка носит название «замок», возводилась она прежде всего в целях роскошного и комфортного проживания.
В период 1645—1680 годов на территории комплекса находился прекрасный сад. Это был огромный парк с изящными пешеходными аллеями, барочными садами, которые были щедро украшены аккуратно подстриженной живой изгородью, декоративными растениями, фонтанами и вольерами. По обе стороны от замка проходила дорога. Залы дворца были декорированы картинами художника Николаса Берхема.
Между 1716 и 1723 годами усадьба несколько раз сменила владельцев, что плохо повлияло на её сохранение. Вероятно, в этот же период продали картины замка. Были уничтожены сады, но вновь восстановлены в 1723 году новым владельцем. Но в конце XVIII века комплекс пережил новый период упадка: вырубают деревья, уничтожают планировку и продают механизмы фонтанов.
В 1919 году усадьбу приобрела и восстановила фирма LJ Heijmeijer.
10 января 1987 замок сгорел почти полностью. В 1999—2002 годах замок был отреставрирован компанией Phanos.

## Галерея

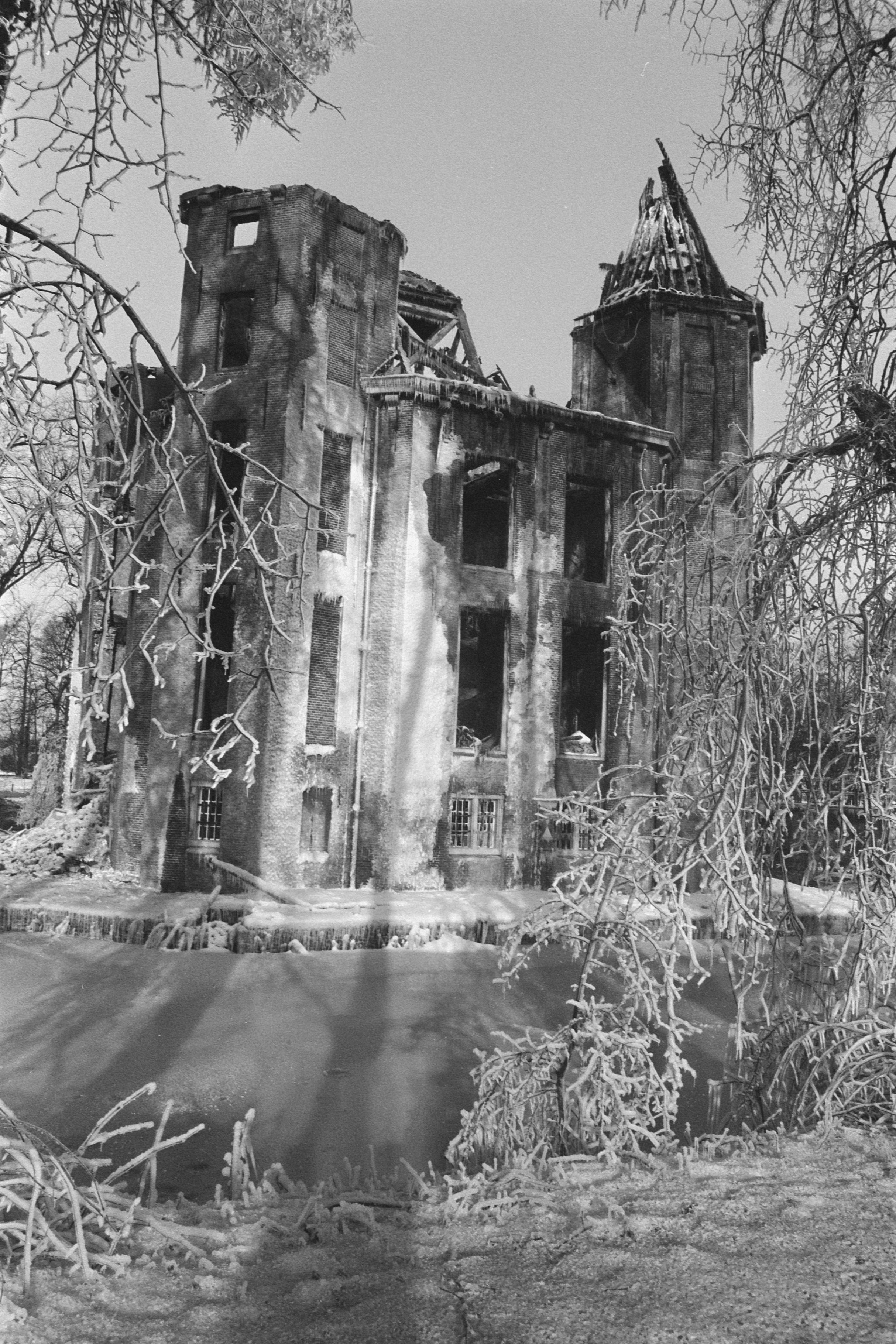
Замок 11 января 1987 года
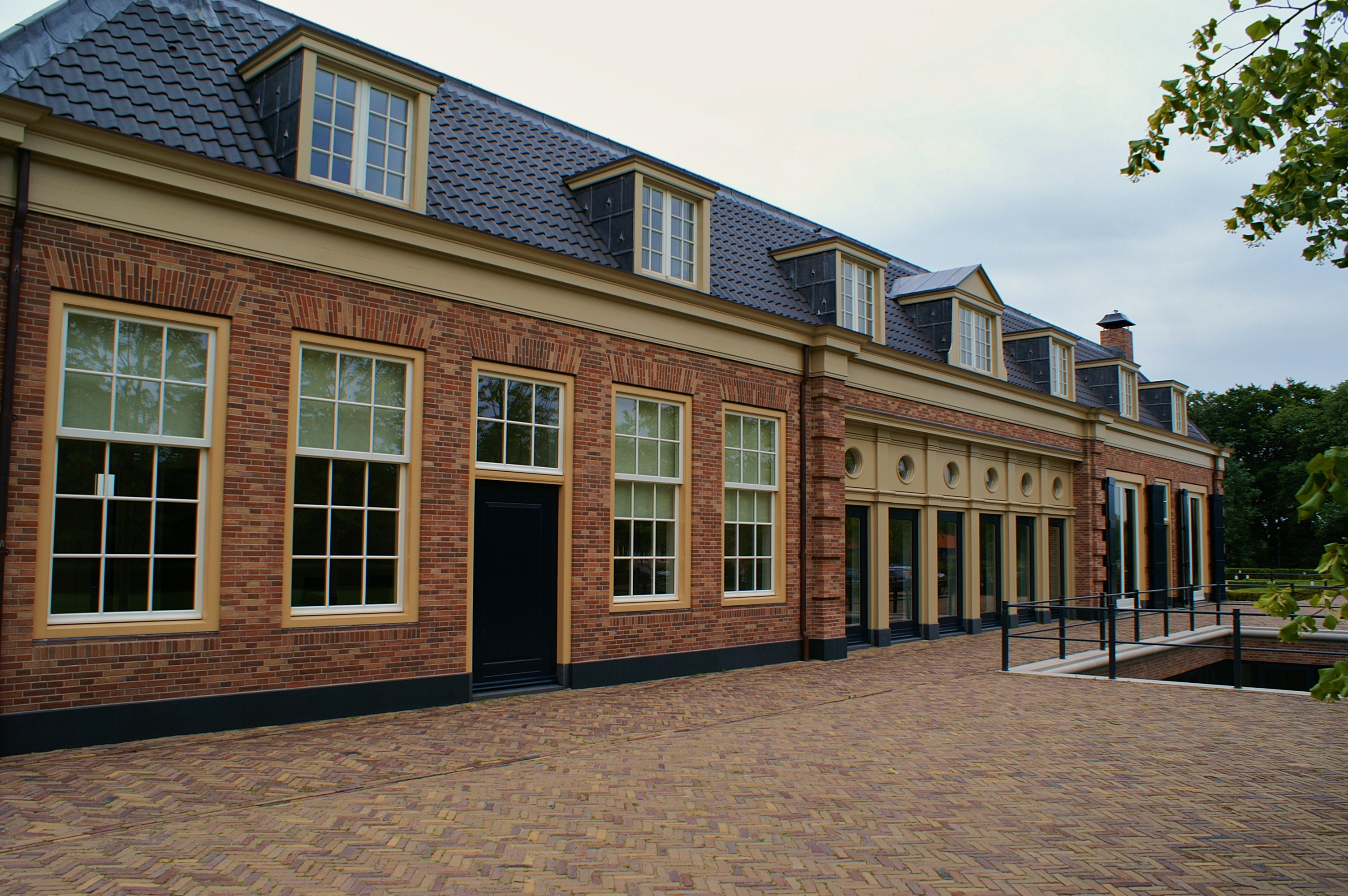
Флигель
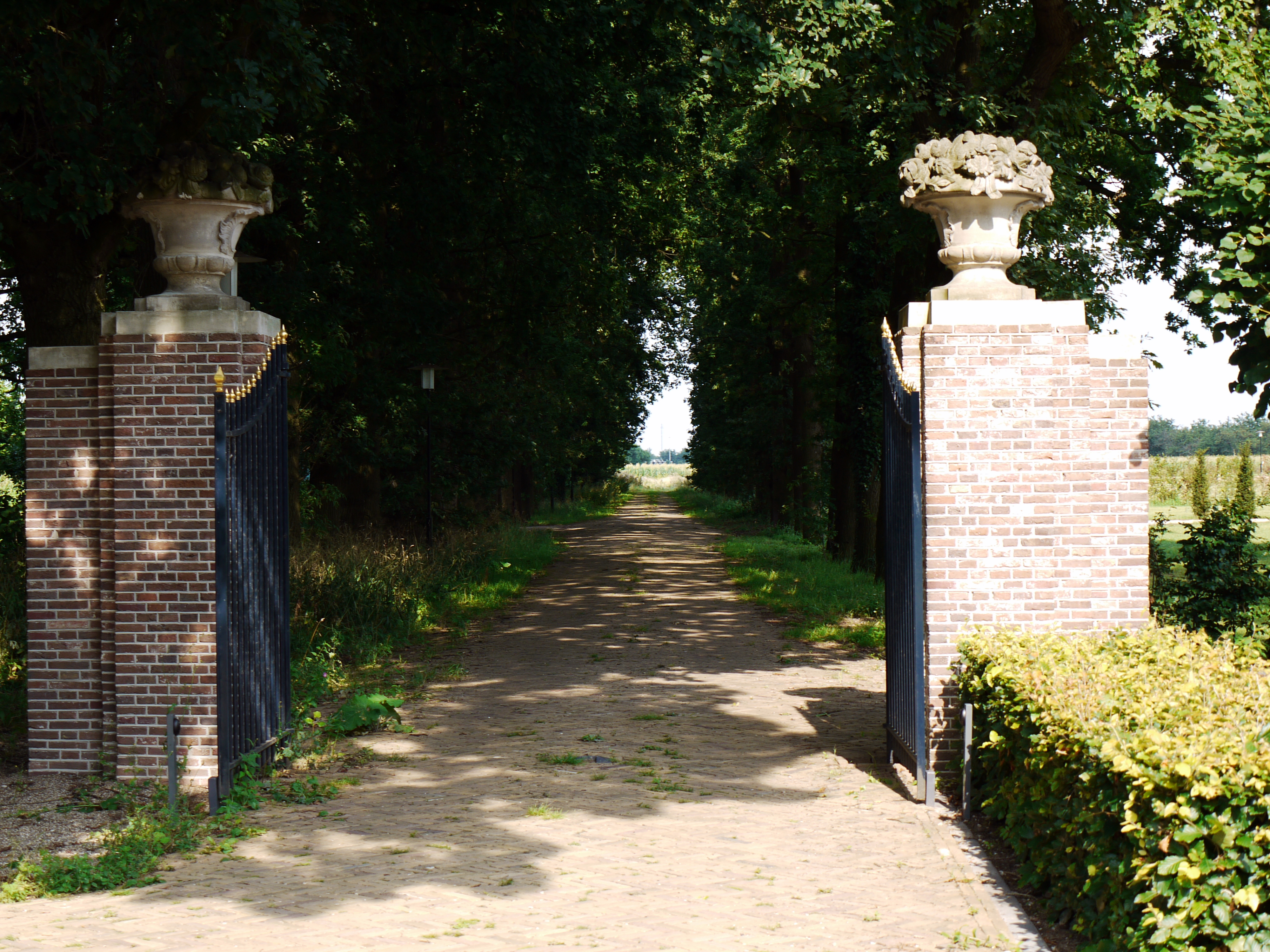
Ворота
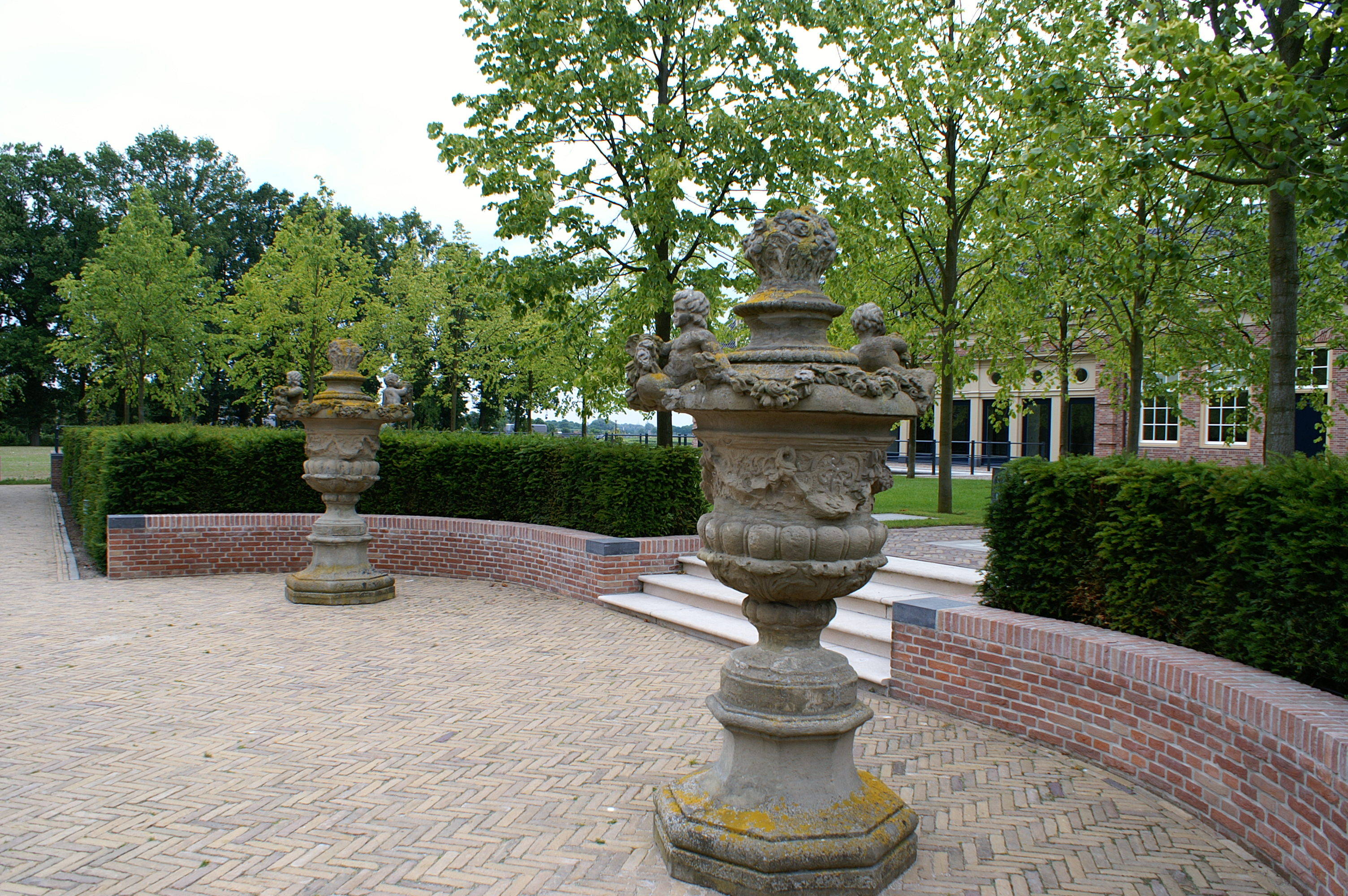
Восстановленный участок сада